# Takafumi Akahoshi
Takafumi Akahoshi (赤星 貴文 Akahoshi Takafumi?, nacido el 27 de mayo de 1986 en Shizuoka) es un futbolista japonés que se desempeñaba como centrocampista.

## Trayectoria

### Clubes
| Club                  | País      | Año         |
| --------------------- | --------- | ----------- |
| Urawa Reds            | Japón     | 2005 - 2009 |
| Mito HollyHock        | Japón     | 2008        |
| Montedio Yamagata     | Japón     | 2009        |
| Zweigen Kanazawa      | Japón     | 2010        |
| FK Liepājas Metalurgs | Letonia   | 2010        |
| Pogoń Szczecin        | Polonia   | 2011 - 2014 |
| FC Ufa                | Rusia     | 2014 - 2015 |
| Pogoń Szczecin        | Polonia   | 2015 - 2016 |
| Ratchaburi Mitr Phol  | Tailandia | 2017        |
| Suphanburi            | Tailandia | 2018 -      |